# Киев-19

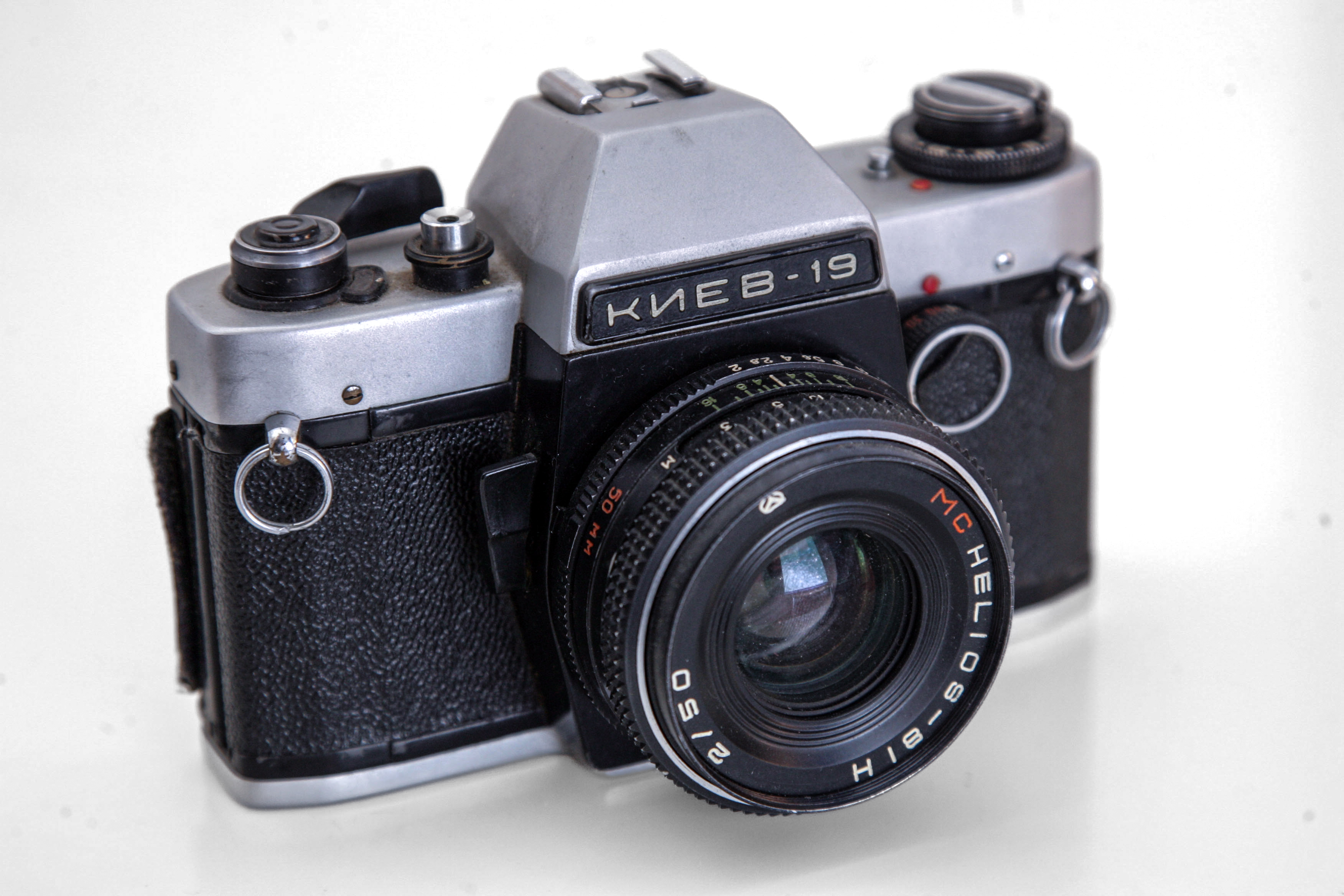
Фотокамера «Київ-19» з об'єктивом «Гелиос-81Н» 2/50.

Київ-19 — малоформатний однооб'єктивний дзеркальний фотоапарат, що випускався на київському заводі «Арсенал» з 1985 по 1991 роки. 
Дзеркальний фотоапарат з байонетом F.

## Технічні характеристики
- Корпус металевий з задньою стінкою, що відкривається. Курковий взвод затвора і перемотування плівки. Блокування від неповного взводу, автоматичний лічильник кадрів. Зворотне перемотування плівки типу рулетка.
- Тип застосовуваного фотоматеріалу — фотоплівка типу 135 в стандартних касетах. Розмір кадру 24 × 36 мм.
- Затвор — механічний, ламельний з вертикальним рухом двох пар металевих ламелей. Витримка затвора: від 1/2 до 1/500 сек і «ручна».
- Видошукач дзеркальний, з незмінною пентапризмою. Фокусувальний екран — лінза Френеля з матовим кільцем, мікрорастром і клинами Додена.
- Штатний об'єктив — «МС Гелиос-81Н» 2/50.
- Синхроконтакт «Х», витримка синхронізації 1/60 сек і більше.
- Автоспуск відсутній.
- Різьба штативного гнізда 1/4 дюйма.